# Ingrid Haebler
Ingrid Haebler (Viena, 20 de junho de 1929 – 14 de maio de 2023) foi uma pianista austríaca.

## Biografia
Filha de uma pianista, Charlotte Freifrau von Haebler, a sua mãe ensinou-lhe os rudimentos do instrumento. Estreou em público aos onze anos no Mozarteum. Estudou na Academia de Música de Viena, no Salzburgo Mozarteum com Steniz Scholz (onde ganhou a Medalha Lilli Lehman em 1949), depois no Conservatório de Genebra com Nikita Magaloff (onde ganhou o prêmio de virtuosismo em 1951) e em cursos particulares com Marguerite Long em Paris.
Ganhou o segundo prêmio no concurso Schubert em Genebra em 1952 e 1953 e outro prêmio em Munique no ano seguinte. Então passou a viajar em "tournées". A partir de 1969 foi professora no Mozarteum de Salzburgo.
É conhecida pelas suas séries de gravações feitas nas décadas de 1950 a 1980. Especialmente os seus discos das sonatas de Mozart gravadas para a etiqueta Denon são considerados como performances de referência. Haebler gravou duas vezes a integral dos concertos de piano de Mozart, muitas vezes com as suas próprias cadências e também a integral das sonatas de Schubert. É uma das muitas musicistas austríacas que já experimentou a performance em "instrumentos de época", gravando principalmente em pianoforte as obras de Johann Christian Bach. Os seus discos de Mozart e Beethoven com o violinista Henryk Szeryng, com quem fazia frequentemente música de câmara, são particularmente apreciados.
Haebler morreu em 14 de maio de 2023.

## Discografia
- J.C. Bach, Concertos op. 1 e 7 - Ingrid Haebler, pianoforte ; Wien Capella Academica, dir. Eduard Melkus (1969, 1972, 1977, 2CD Philips) OCLC 30673144
- J.C. Bach, 6 Sonatas op. 5 - Ingrid Haebler, pianoforte (Philips)
- J.C. Bach, 6 Sinfonias op. 3/6, Concertos para piano, op. 13 - Ingrid Haebler, pianoforte ; Academy of St. Martin in the Fields, dir. Neville Marriner ; Wien Capella Academica, dir. Eduard Melkus (1997, Philips)
- Beethoven, Sonatas para violino, Vols. I e II - Romances - Henryk Szeryng, Ingrid Haebler ; Orquestra do Royal Concertgebouw de Amsterdam, Bernard Haitink - regente (1971-80, Philips) OCLC 937703523
- Chopin, Noturnos (1956, 2LP Vox PL ) OCLC 11954007
- Chopin, Valsas (LP Vox GBY 11970)
- Haydn, Sonatas para piano nos. 35, 37 à 39 (1969, Philips) OCLC 659214726
- Mozart, Música para dois pianos - Ingrid Haebler, Ludwig Hoffmann, Jörg Demus, Paul Badura-Skoda (1971-78, 2CD Philips 422 516-2) OCLC 154641529
- Mozart, Concertos para piano nos 6 & 8 (1954, LP Vox PL 9290)
- Mozart, Concertos para piano nos 15 & 18 - Haebler ; Orquestra Sinfônica de Viena, dir. Heinrich Hollreiser (1953, LP Vox PL 8300) OCLC 4741984
- Mozart, Concertos para piano nos 17 & 26 - Haebler ; Orquestra Sinfônica de Bamberg, Orquestra Sinfônica de Viena,  dir. Heinrich Hollreiser (1955, LP Vox PL 9390)
- Mozart, Concertos para piano nos 19 & 20 - Haebler ; Orquestra Sinfônica de Viena dir. Karl Melles (1958, Vox) OCLC 1855840
- Mozart, Concertos para piano nos 12 & 27 (1954, LP Vox PL 8710) OCLC 4742005
- Mozart, Concertos para piano nos 13 & 24 - Haebler ; Orquestra Sinfônica de Viena , dir. Paul Walter (LP Vox PL 10.080) OCLC 658817701
- Mozart, Concertos para piano - Ingrid Haebler, pianoforte (1-4) e piano ; Capella Academica de Viena dir. Eduard Melkus (1-4) ; London Symphony Orchestra, dir. Witold Rowicki, Alceo Galliera, Sir Colin Davis (10CD Philips 454 352-2) OCLC 222291004
- Mozart, Sonatas para piano (1986-91, 5CD Denon COCQ-83689) OCLC 36419870
- Mozart, Variações para piano K.455, 352, 179, 500 & K.24, 25, 180, 265, 254, 398 (3-9 nov./2-9 de dez. de 1975, 2CD Philips)
- Mozart, Sonatas para piano e violino K. 296, 301, 306 - Henryk Szeryng, Haebler (1969/1972, Philips)
- Mozart, Sonatas para piano e violino K. 378, 380, 454 - Henryk Szeryng, Haebler (1969/1972, Philips)
- Mozart, Quartetos com piano - Schwalbe, Cappne, Borwitzky (Philips) OCLC 658577213
- Mozart, Quinteto para piano e sopros e Beethoven, Quinteto op. 16 - Haebler; Membros do Quinteto de Sopros de Bamberg (19-22 de setembro de 1971, Philips)
- Schubert, Improvisos (1955, LP Vox PL 8940)
- Schubert, Sonatas para piano (12), Impromptus, Momentos musicais, Fantasia em fá menor* - Haebler, Ludwig Hoffmann* (1960/1970, 7CD Philips 456 367-2 / Decca) OCLC 51748844